# 干细胞疗法
干细胞疗法（英語：Stem-cell therapy，或Stem-cell treatment）是通过利用对干细胞进行体外分离、培养、定向诱导分化等，能够培养出一种全新的、正常的、更年轻的细胞、组织、器官等。通过特殊的移植技术移植到体内，代替那些正常或非正常死亡的细胞，从而恢复机体功能。

## 干细胞
干细胞是一种具有自我更新能力和多向分化潜能的原始细胞，是机体的起源细胞，在一定条件下，可以分化成多种功能细胞或组织器官，医学界称其为“万用细胞”。干细胞植入人体后,可替代已损伤的细胞进行修复,从而达到治疗的目的,并且可在肝脏部位分泌细胞因子，促进机体的自我修复。

## 醫療用途
30多年来，骨髓干细胞治疗已被用于治疗白血病和淋巴瘤等癌症患者; 这是广泛应用的干细胞治疗的唯一形式。